# Stawczany
Stawczany (ukr. Ставчани) – wieś w rejonie lwowskim obwodu lwowskiego, na Ukrainie, 21 km na wschód od Gródka. Miejscowość leży w dorzeczu Dniestru.
Znajduje się tu stacja kolejowa Stawczany, położona na linii Obroszyn – Sambor.

## Historia
Dawniej wieś Stawczany znajdowała się w powiecie gródeckim a jej ziemie były w posiadaniu polskiej szlachty. Swoje majątki miał tutaj m.in. Antoni Corvinus Kochanowski.
W 1433 roku Władysław Jagiełło nadał wieś królewską Stawczany i Bartoldową Karczmę arcybiskupstwu lwowskiemu wraz z potwierdzeniami Kazimierza Jagiellończyka z 1460 r. i Zygmunta I Starego z 1518 r.
W latach 1918–1919 wieś była świadkiem walk o Lwów.
W II Rzeczypospolitej miejscowość była siedzibą gminy wiejskiej Stawczany w powiecie gródeckim województwa lwowskiego. Wójtem gminy był kpt. Feliks Zbigniew Machnowski, zastrzelony 7 października 1937 w Stawczanach.
W marcu 1944 nacjonaliści ukraińscy z OUN-UPA zamordowali tutaj 10 Polaków.

## Inne osoby związane ze Stawczanami
- Józef Pawłusiewicz – pułkownik Wojska Polskiego
- Antoni Kochanowski ze Stawczan – polski polityk, wieloletni burmistrz Czerniowiec, zarządca Księstwa Bukowiny